# Zagor protiv Zagora (strip)
Zagor protiv Zagora je #38 obnovljene edicije Zlatne serije, koju je 2018. godine pokrenuo Veseli četvrtak. Sveska je izašla 19. maja 2022. godine i koštala 430 dinara (3,65 €, 4,12 $). Epizoda je imala ukupno 194 strane. U Srbiji je objavljena sa četiri različite naslovne strane. Korice A nacrtao je Galijeno Feri. Sveska sadrži dve epizode pod istim nazivom. Prva koja je nastala 1962. godine (str. 5-74) i druga koja je objavljena 1985. godine (str. 75-213).

## Kratak sadržaj
Za kratak sadržaj prve epizode pogledati odrednicu Zagonetni dvojnik.
Za kratak sadržaj druge epizode pogledati odrednice Pećina mumija i Dvojnik.

## Originalna epizoda
Prva epizoda objavljena je premijerno u Italiji u #4-5 u 1962. godine pod nazivom Zagor contro Zagor. Druga epizoda objavljena je premijerno u dva nastavka u marti i aprilu 1985. godine pod nazivom La grotta della mummie i Zagor contro Zagor u #236-237.  Obe epizode je nacrtao Galiano Feri. Feri je takođe napisao scenario za prvu, dok je za drugi scenario napisao Marčelo Tonineli.

## Prethodna obavljivanja u Srbiji i bivšoj Jugoslaviji
Prva epizoda objavljena je u LMS-42 pod nazivom Zagonetni dvojnik u decembru 1971. godine. Ova epizoda reprizirana je u ZS-475 pod nazivom Zagor protiv Zagora u septembru 1979. godine. Veseli četvrtak je takođe reprizirao ovu epizodu u #2 kolekcionarskog izdanja Biblioteka Zagor iz 2008. godine. Druga epizoda objavljena je 1986. godine u ZS-782 i 783 pod nazivima Pećina mumija i Dvojnik. U Hrvatskoj je druga epizoda reprizirana u edicija Ludensa Extra Zagor #244 pod nazivom Zagor protiv Zagora 2015. godine.